# Нормальна система координат
Нормальна система координат — локальна система координат в околі точки ріманового многовиду (або, більш загально, многовиду з афінною зв'язністю), що одержується із координат на дотичному просторі в даній точці застосуванням експоненційного відображення.

## Означення
Нехай {\displaystyle M} є гладким многовидом із афінною зв'язністю {\displaystyle \nabla }. Для дотичного простору {\displaystyle T_{p}M} у точці {\displaystyle p\in M} для кожного {\displaystyle V\in T_{p}M} існує однозначно визначена геодезична крива {\displaystyle \gamma _{V}}, задана на якомусь проміжку (-t,t), тобто {\displaystyle \nabla _{{\dot {\gamma }}(t)}{\dot {\gamma }}(t)=0} на цьому проміжку і {\displaystyle {\dot {\gamma }}_{V}(0)=Y}. Ці геодезичні лінії задають експоненційне відображення на відкритій підмножині {\displaystyle {\mathcal {E}}_{p}\subset T_{p}M}:
{\displaystyle \exp _{p}\colon {\mathcal {E}}_{p}\to M,\quad V\mapsto \exp _{p}(V):=\gamma _{V}(1)}.
Для базиса {\displaystyle (E_{i})_{i}} дотичного простору {\displaystyle T_{p}M} існує лінійний ізоморфізм
{\displaystyle E\colon \mathbb {R} ^{n}\to T_{p}M,}
заданий як {\displaystyle \textstyle E(x^{1},\ldots ,x^{n})=\sum _{i}x^{i}E_{i}}. Нехай {\displaystyle U\subset M} є нормальним околом точки {\displaystyle p}, тобто околом для якого експоненційне відображення є дифеоморфізмом із околу {\displaystyle 0\in V=\exp _{p}^{-1}(U)} у дотичному просторі {\displaystyle T_{p}M} на {\displaystyle U}. Тоді відображення
{\displaystyle \phi \colon U\to \mathbb {R} ^{n},\quad U\ni q\mapsto E^{-1}\circ \exp _{p}^{-1}(q)}
є координатним відображенням, що задає локальну систему координат, які і називаються нормальними координатами.
Оскільки вибір координат на дотичному просторі є довільним, то і нормальні координати в околі точки не є однозначно визначеними. Для ріманових многовидів часто вимагається щоб базові вектори дотичного простору були ортонормальними. Тоді одержані координати також називаються рімановими нормальними координатами.

## Властивості
Нехай {\displaystyle x^{i}} є нормальними координатами в нормальному околі {\displaystyle U} з центром у точці {\displaystyle p\in M}.
- Координатами точки {\displaystyle p} є {\displaystyle (0,...,0)}
- Нехай {\displaystyle V\in T_{p}M} із компонентами {\displaystyle V^{i}} у локальних координатах. Тоді геодезична крива {\displaystyle \gamma _{V}} із точки {\displaystyle p} у напрямку {\displaystyle V} у нормальних координатах на {\displaystyle U} задається як {\displaystyle \gamma _{V}(t)=(tV^{1},...,tV^{n})}.
- Якщо тензор кручення афінної зв'язності {\displaystyle \nabla } є нульовим то Символи Крістофеля у точці {\displaystyle p} у координатному базисі {\displaystyle X_{i}={\frac {\partial }{\partial x^{i}}}} є рівними нулю, тобто {\displaystyle \Gamma _{ij}^{k}(p)=0}. Ця властивість, зокрема, завжди є справедливою для ріманових многовидів із зв'язністю Леві-Чивіти.

За означенням афінної зв'язності і символів Крістофеля для координатного базиса {\displaystyle \nabla _{X_{i}}X_{j}(p)=\sum _{k=1}^{n}\Gamma _{ij}^{k}(p)X_{k}(p).} За означенням тензора кручення {\displaystyle T(X_{i},X_{j})=\nabla _{X_{i}}X_{j}-\nabla _{X_{j}}X_{i}-[X_{i},X_{j}]} і оскільки дужки Лі координатних векторних полів є нульовими і за умовою тензор кручення рівним нулю, то {\displaystyle \nabla _{X_{i}}X_{j}=\nabla _{X_{j}}X_{i}.} Із попередніх властивостей, крива задана у нормальних координатах як {\displaystyle \gamma (t)=(0,\ldots ,t,\ldots ,t,\ldots ,0)} де t є на позиціях i і j а всі решта координати рівні 0, є геодезичною і тому {\displaystyle 0=\nabla _{X_{i}+X_{j}}X_{i}+X_{j}=\nabla _{X_{i}}X_{i}+\nabla _{X_{j}}X_{j}+2\nabla _{X_{i}}X_{j}.} Але усі нормальні координатні лінії, що виходять із {\displaystyle p} є геодезичними, то ж {\displaystyle \nabla _{X_{i}}X_{i}=\nabla _{X_{j}}X_{j}=0,} а тому також {\displaystyle \nabla _{X_{i}}X_{j}=0.} Звідси і всі символи Крістофеля у точці {\displaystyle p} є рівними нулю.
- Для ріманового многовиду із зв'язністю Леві-Чивіти всі часткові похідні елементів {\displaystyle g_{ij}} метричного тензора у точці {\displaystyle p} є рівними нулю, тобто {\displaystyle {\frac {\partial g_{ij}}{\partial x^{k}}}(p)=0,\,\forall i,j,k}. У випадку ріманових нормальних координат у точці {\displaystyle p} елементи {\displaystyle g_{ij}} у {\displaystyle p}  є рівними {\displaystyle \delta _{ij}}.